# Lavaveix-les-Mines
Lavaveix-les-Mines là một xã thuộc tỉnh Creuse trong vùng Nouvelle-Aquitaine miền trung nước Pháp. Xã này nằm ở khu vực có độ cao trung bình 387 mét trên mực nước biển.

## Địa lý
Thị trấn nằm ở thung lũng sông Creuse, cự ly khoảng 10 dặm (16 km) về phía tây bắc Aubusson, tại giao lộ các tuyến đường D55, D94 và tuyến đường D942.

## Dân số
| 1962                                                        | 1968 | 1975 | 1982 | 1990 | 1999 | 2005 |
| ----------------------------------------------------------- | ---- | ---- | ---- | ---- | ---- | ---- |
| 1175                                                        | 1043 | 989  | 964  | 836  | 858  | 900  |
| Số liệu điều tra dân số từ năm 1962 Dân số chỉ tính một lần |      |      |      |      |      |      |

## Địa điểm nổi bật
- Nhà thờ thế kỷ 19.
- Phế tích nhà thờ thế kỷ 19.